# كأس رابطة الأندية الإنجليزية المحترفة 1975–76

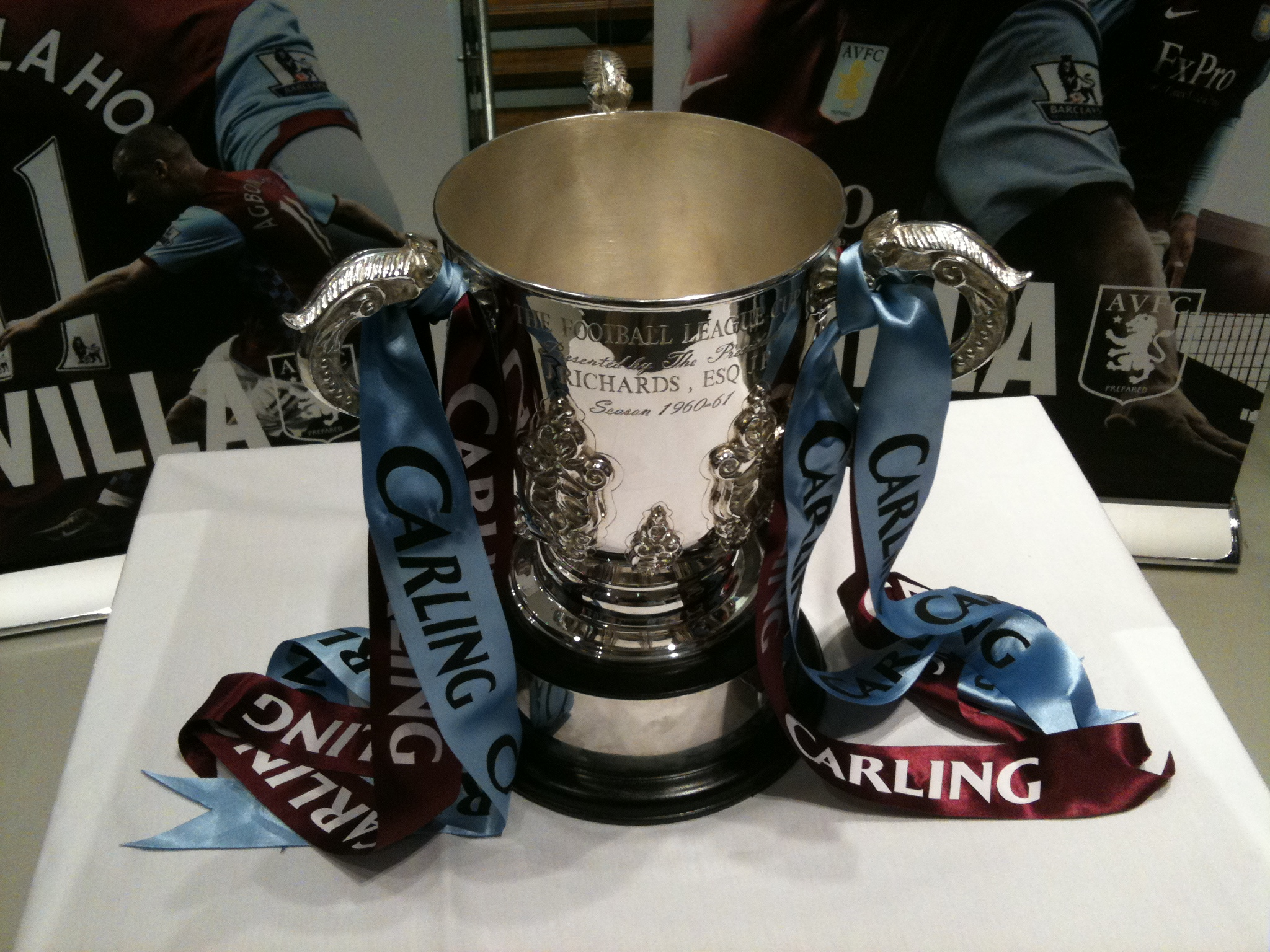
نموذج لكأس رابطة الأندية الانجليزية المحترفة

كأس رابطة الأندية الإنجليزية المحترفة 1975–76 (بالإنجليزية: 1975–76 Football League Cup) هو الموسم 16 من كأس رابطة الأندية الإنجليزية المحترفة. أقيم خلال الفترة 18 أغسطس 1975 وحتى 28 فبراير 1976، وأشرف على تنظيمه دوري كرة القدم الإنجليزي، وكان عدد الأندية المشاركة فيه 92، وفاز فيه مانشستر سيتي.